# محمد النخيلان
محمد النخيلان لاعب كرة قدم سعودي، يلعب كلاعب وسط. ويلعب حالياً مع نادي الشعلة

## مسيرة اللاعب
لعب في نادي الفيصلي ونادي الشعلة.

## روابط خارجية
- محمد النخيلان على موقع Soccerway.com (الإنجليزية)